# Bảo tàng Khu vực PTTK ở Ojców
Bảo tàng Khu vực PTTK ở Ojców (tiếng Ba Lan: Muzeum Regionalne PTTK w Ojcowie) là một bảo tàng tọa lạc tại làng Ojców, huyện Krakow, tỉnh Małopolskie, Ba Lan. Bảo tàng do Hiệp hội Du lịch và Tham quan Ba Lan (PTTK) điều hành.

## Lược sử hình thành
Bảo tàng đầu tiên ở Ojców được thành lập vào năm 1908 theo khởi xướng của Hiệp hội Du lịch Ba Lan, và người đảm nhận trách nhiệm tổ chức là Stefan Jan Czarnowski. Bảo tàng được đặt trong một nhà cổng của lâu đài và vẫn tồn tại dù các bộ sưu tập bị cướp bóc trong Chiến tranh thế giới thứ nhất. Bảo tàng tại địa điểm này mở cửa không liên tục cho đến năm 1988 thì ngừng hoạt động. Từ năm 1951, quyền bảo trợ đối với cơ sở này do PTTK tiếp quản. Năm 1988, bộ sưu tập của Bảo tàng được chuyển đến tòa nhà "Warsaw Bazaar", vốn trước đây là một nhà khách và được xây dựng lại sau một trận hỏa hoạn xảy ra vào năm 1976.

## Triển lãm
Bảo tàng Khu vực PTTK ở Ojców hiện trưng bày các hiện vật liên quan đến lịch sử của Ojców và khu vực xung quanh, bao gồm hiện vật từ các cuộc khai quật khảo cổ (từ trước đến cuộc Khởi nghĩa Tháng Giêng), các bộ sưu tập liên quan đến hướng dẫn du lịch địa phương, và triển lãm liên quan đến xây dựng bằng gỗ và trang phục dân gian.